# Drepanosticta furcata
Drepanosticta furcata är en trollsländeart som beskrevs av Van Tol 2005. Drepanosticta furcata ingår i släktet Drepanosticta och familjen Platystictidae. Inga underarter finns listade i Catalogue of Life.